# Alfredo Ghierra
Alfredo Juan Ghierra Cartsegna (ur. 31 sierpnia 1891 w Montevideo, zm. 16 listopada 1973 tamże) – piłkarz urugwajski.
Ghierra grał w urugwajskich klubach z Montevideo – Universal, Defensor i Nacional.
W latach 1923–1926 rozegrał 12 meczów w reprezentacji Urugwaju. Trzy razy wystąpił w Copa América i za każdym razem został mistrzem Ameryki Południowej – w 1923, 1924 i 1926. Ponadto zdobył złoty medal Igrzysk Olimpijskich w 1924 roku.